# Udet U 8
Die Udet U 8, auch als Udet-Limousine bezeichnet, war ein kleines deutsches Reiseflugzeug der 1920er Jahre.

## Entwicklung
Die U 8 entstand im Auftrag des Deutschen Aero-Lloyd, wobei sich der Chefkonstrukteur und gleichzeitig Teilhaber der 1922 gegründeten Udet Flugzeugbau GmbH Hans Herrmann an dem Vorgänger U 5 orientierte und dessen Maße weitgehend übernahm, aber die Zahl der Fluggastplätze von zwei auf drei erhöhte und einen stärkeren Antrieb vorsah. Ende 1924 war das erste Exemplar fertiggestellt, denen noch zwei weitere folgten, die im Auftrag des Lloyd aufgelegt wurden. Diese Flugzeuge mit den Kennzeichen D–417 (WNr. 227), D–483 (WNr. 236) und D–502 (WNr. 237) wurden mit einem Sh-6-Sternmotor von Siemens & Halske ausgestattet, von dem nur etwa zehn Stück gebaut wurden, und kamen als Zubringer auf inländischen Routen wie z. B. Hamburg–Hannover, Hannover–Bremen, München–Garmisch oder München–Berchtesgaden zum Einsatz. Bei Gründung der Deutschen Luft Hansa AG im Januar 1926 gingen sie in deren Bestand über, wo zumindest die beiden ersteren noch bis 1928 Dienst taten.
Eine weitere U 8 mit dem Kennzeichen D–670 erhielt einen britischen Lucifer-Motor und nahm am Deutschen Rundflug um den BZ-Preis der Lüfte von 1925 teil und erzielte in ihrer Kategorie C die beste Gesamtzeit. Im anschließenden Otto-Lilienthal-Wettbewerb errang der Flugzeugführer Willy Polte mit der U 8 in ihrer Klasse die ersten Preise für die größte Geschwindigkeit und höchste erreichte Gipfelhöhe.
Ebenfalls 1925 entstand noch ein weiteres Flugzeug (D–839), mit dem erstmals in Deutschland ein von Gustav Lachmann entwickelter verstellbarer Spaltflügel zur Reduzierung der Landegeschwindigkeit getestet wurde. Es wurde als U 8a bezeichnet (registriert wurde es allerdings als U 8b) und besaß ein etwas stärkeres Sh-12-Triebwerk, eine vergrößerte Flügelfläche und ein vergrößertes Seitenleitwerk. Die Klappen verliefen über die gesamte Spannweite an der Flügelvorderkante und wurden in Kombination mit den Landeklappen betätigt. Die Erprobung erfolgte ab dem 7. April 1925 in Zusammenarbeit mit der Deutschen Verkehrsfliegerschule, wobei sich der Erfolg der Konstruktion angesichts ihres Gewichts in Bezug zu der doch eher leichten U 8a und ihrer sowieso schon vorhandenen geringen Landegeschwindigkeit eher in Grenzen hielt.

## Aufbau
Die U 8 ist ein freitragender Hochdecker in Gemischtbauweise mit einem ovalen Rumpf aus Sperrholz. Das Flugzeug war so konstruiert, dass einzelne Baugruppen wie das Leitwerk, die Motoraufhängung und das Fahrwerk in einem Stück demontiert werden konnten. Die Flugzeugführerkabine befand sich hinter dem Motor und war offen. Hinter ihr schloss sich die Passagierkabine an, die durch eine 1,5 m hohe Tür auf der linken Seite betreten werden konnte. Ihre Decke bildete eine Jalousie, die für die Zufuhr von Frischluft geöffnet werden konnte. Dahinter befand sich der Gepäckraum. Die einteilige Tragfläche mit elliptischen Grundriss war mit zwei Flachträgern auf dem Rumpf aufgesetzt und bestand aus einem Leichtmetallrahmen aus Aludur mit Innenverspannung, zwei Kastenholmen und Rippen aus Sperrholz. Sie war mit Stoff bespannt, besaß eine Vorderkante aus Sperrholz und beinhaltete den Kraftstoffbehälter mit 145 Litern Fassungsvermögen.
Das Leitwerk bestand vollständig aus mit Stoff bespannten Holzrahmen, war freitragend und besaß ein zweigeteiltes Höhenruder. Das nichteinziehbare Fahrwerk wurde aus den mit einer Achse verbundenen Haupträdern und einem Schleifsporn am Heck gebildet.

## Technische Daten
| Kenngröße                     | Daten (U 8)                                                     | (U 8 a)                                                         |
| ----------------------------- | --------------------------------------------------------------- | --------------------------------------------------------------- |
| Besatzung                     | 1                                                               | 1                                                               |
| Passagiere                    | 3                                                               | 3                                                               |
| Kabine (l × b × h)            | 2,50 m × 0,96 m × 1,24 m                                        |                                                                 |
| Spannweite                    | 12,00 m                                                         |                                                                 |
| Länge                         | 7,28 m                                                          | 7,28 m                                                          |
| Höhe                          | 2,67 m                                                          | 2,67 m                                                          |
| Flügelfläche                  | 18,00 m²                                                        | 25,00 m²                                                        |
| Flügelstreckung               | 8,00 m                                                          |                                                                 |
| Flächenbelastung              | 47,77 kg/m²                                                     | 44,00 kg/m²                                                     |
| Leistungsbelastung            | 12,29 kg/kW (8,60 kg/PS)                                        | 12,00 kg/kW (8,80 kg/PS)                                        |
| Flächenleistung               | 3,89 kW/m² (5,55 PS/m²)                                         | 3,68 kW/m² (5,00 PS/m²)                                         |
| Rüstmasse                     | 450 kg                                                          | 640 kg                                                          |
| Nutzlast                      | 205 kg                                                          | 237 kg                                                          |
| Zuladung                      | 370 kg                                                          | 460 kg                                                          |
| Startmasse                    | 820 kg                                                          | 1100 kg                                                         |
| Antrieb                       | ein luftgekühlter Neunzylinder-Viertakt-Sternmotor              | ein luftgekühlter Neunzylinder-Viertakt-Sternmotor              |
| Typ                           | Siemens & Halske Sh 6                                           | Siemens & Halske Sh 12                                          |
| Startleistung Dauerleistung   | 110 PS (81 kW) bei 1600/min maximal 100 PS (74 kW) bei 1500/min | 125 PS (92 kW) bei 1750/min maximal 108 PS (79 kW) bei 1500/min |
| Kraftstoffverbrauch           | 25,00 kg/h                                                      | 30,00 kg/h                                                      |
| Kraftstoffvolumen             | 145 l                                                           |                                                                 |
| Höchstgeschwindigkeit         | 170 km/h in Bodennähe                                           | 145 km/h in Bodennähe                                           |
| Reisegeschwindigkeit          | 155 km/h in Bodennähe                                           | 130 km/h in Bodennähe                                           |
| Landegeschwindigkeit          | 75 km/h                                                         | 65 km/h                                                         |
| Steiggeschwindigkeit          | 2,00 m/s                                                        | 2,00 m/s                                                        |
| Dienstgipfelhöhe              | 3500 m                                                          | 3300 m                                                          |
| Reichweite                    | maximal 465 km                                                  | maximal 520 km                                                  |
| Flugdauer                     | maximal 3 h                                                     | maximal 4 h                                                     |
| Start-/Landestrecke           | 170 m/120 m                                                     | 100 m/70 m                                                      |
| Verhältnis Zuladung/Flugmasse | 45 %                                                            | 42 %                                                            |